# مردم مالایی
مردم مالایی (به مالایی: Orang Melayu) گروهی قومی ساکن در کشور مالزی است. مالایی‌ها عمدتاً ساکن شبه جزیره مالزی، شرق سوماترا و ساحل جزیره بورنئو، و همچنین جزایر کوچکتر که میان این مناطق قرار دارند. این مکانها امروزه بخشی از کشورهای مالزی، اندونزی، سنگاپور، برونئی و جنوب تایلند را شامل می‌شوند.
مجموع گویشوران مالایی در بیش از ۲۵ میلیون نفر می‌باشند که بیش از ۱۴ میلیون نفر از آنان در کشور مالزی زندگی می‌کنند. بیش از ۵ میلیون در اندوزی و نزدیک ۲ میلیون هم در تایلند کنونی ساکن هستند. مردم مالایی به زبان مالایی که یکی از زبانهای جنوب شرقی آسیا محسوب می‌شود، تکلم دارند. مالزی همواره به عنوان یک کشور ساحلی و تجاری با ویژگی‌های فرهنگی خاص شناخته شده است.
از نظر ژنتیکی، زبانی، فرهنگی و اجتماعی تنوع زیادی در میان زیرگروه‌های مالایی وجود دارد که علت اصلی آن صدها سال مهاجرت و جذب قبایل و اقوام سواحل جنوب شرقی آسیا است. از دیدگاه تاریخی مالایی‌ها از مردمان آسترونزیایی مالایی‌زبان و اقوام آسترونزیایی زبانی اشتقاق یافته‌اند که چند پادشاهی و کشور دریایی تجاری را بنا نهادند مثل امپراتوری سریویجایا.

## فرهنگ

### زبان
زبان مالایی یکی از زبان‌های مهم جهان است که به خانواده زبان‌های آسترونزیایی تعلق دارد. این زبان، زبان رسمی برونئی، مالزی، اندونزی و سنگاپور است. به علاوه در تایلند، جزیره کوکوس، جزیره کریسمس و سری‌لانکا به این زبان سخن گفته می‌شود. این زبان توسط نزدیک به ۳۳ میلیون نفر در مجمع‌الجزایر مالایی استفاده می‌شود و برای ۲۲۰ میلیون نفر یک زبان دوم محسوب می‌شود.

### ادبیات
ادبیات شفاهی و کلاسیک مالایی بسیار غنی است.

### دین
جوامع ابتدایی مالایی روح‌باور بودند و به وجود روح در تمام اشیا باور داشتند.با ورود به دوران حاضر هندوئیسم و بودائیسم توسط تجار هندی به شبه‌جزیره مالایی آورده شد که تا سده سیزدهم پیش از معرفی اسلام توسط اعراب، بازرگانان مسلمان چینی و هندی به شکوفایی رسید.